# Coscinia coscinia
Coscinia coscinia är en fjärilsart som beskrevs av Ferdinand Ochsenheimer 1810. Coscinia coscinia ingår i släktet Coscinia och familjen björnspinnare. Inga underarter finns listade i Catalogue of Life.